# Fotogramas de Plata 1977
La 28a cerimònia de lliurament dels Premis Fotogramas de Plata, corresponents a l'any 1977, lliurats per la revista espanyola especialitzada en cinema Fotogramas, va tenir lloc al Cinema Catalunya de Barcelona el 26 de febrer de 1978, presentats per l'editora de la revista, Elisenda Nadal. En acabar es va projectar la pel·lícula Julia de Fred Zinnemann.

## Candidatures

### Millor intèrpret de cinema espanyol
| Intèrpret     | Pel·lícula                  | Resultat   |
| ------------- | --------------------------- | ---------- |
| Ángela Molina | Camada negra Nunca es tarde | Guanyadora |

### Millor intèrpret de cinema estranger
| Actriu         | Pel·lícula  | Resultat   |
| -------------- | ----------- | ---------- |
| Robert de Niro | Taxi Driver | Guanyadora |

### Millor intèrpret de televisió
| Intèrprete   | Sèrie de televisió | Resultat   |
| ------------ | ------------------ | ---------- |
| Núria Espert | Lletres catalanes  | Guanyadora |

### Millor intèrpret de teatre
| Intèrpret     | Muntatge | Resultat  |
| ------------- | -------- | --------- |
| Teatre Lliure | Mahagony | Guanyador |

### Millor activitat musical
| Intèrpret           | Resultat  |
| ------------------- | --------- |
| Maria del Mar Bonet | Guanyador |